# Плотыча (Козовская поселковая община)
Плотыча (укр. Плотича) — село в Козовской поселковой общине Тернопольского района Тернопольской области Украины.
До 2020 года входило в Козовский район.
Код КОАТУУ — 6123086501. Население по переписи 2001 года составляло 586 человек.

## Географическое положение
Село Плотыча находится на правом берегу реки Стрыпа,
выше по течению на реке сделана большая запруда (озеро Плотыча),
ниже по течению на расстоянии в 3,5 км расположено село Денисов,
на противоположном берегу — село Горбы.
Через село проходит автомобильная дорога М-12 (E 50).

## История
- 1456 год — первое письменное упоминание с названием Велика Плотыча.
- 1874 год — официальная дата основания.

## Объекты социальной сферы
- Школа I—II ст.
- Клуб.
- Фельдшерско-акушерский пункт.

## Достопримечательности
- Братская могила советских воинов.